# معاملة المثليين في ماتو غروسو دو سول
يتمتع الاشخاص المثليون والمثليات ومزدوجو التوجه الجنسي والمتحولون جنسياً (اختصاراً: مجتمع الميم) في الولاية البرازيلية ماتو غروسو دو سول بالحقوق القانونية ذاتها التي يتمتع بها غيرهم من المغايرين جنسيا.

## الاعتراف القانوني بالعلاقات المثلية
في 2 أبريل 2013، سمحت محكمة ماتو غروسو دو سول بالزواج بين الأزواج المثليين في الولاية.

## قوانين مكافحة التمييز
كانت ماتو غروسو دو سول من بين الولايات الأولى في البرازيل التي سنت دستورًا يحظر التمييز على أساس التوجه الجنسي، وذلك في عام 1989 إلى جانب ولاية سيرغيبي.